# Grande anguille marbrée
Anguilla marmorata
Espèce
Statut de conservation UICN

 LC  : Préoccupation mineure

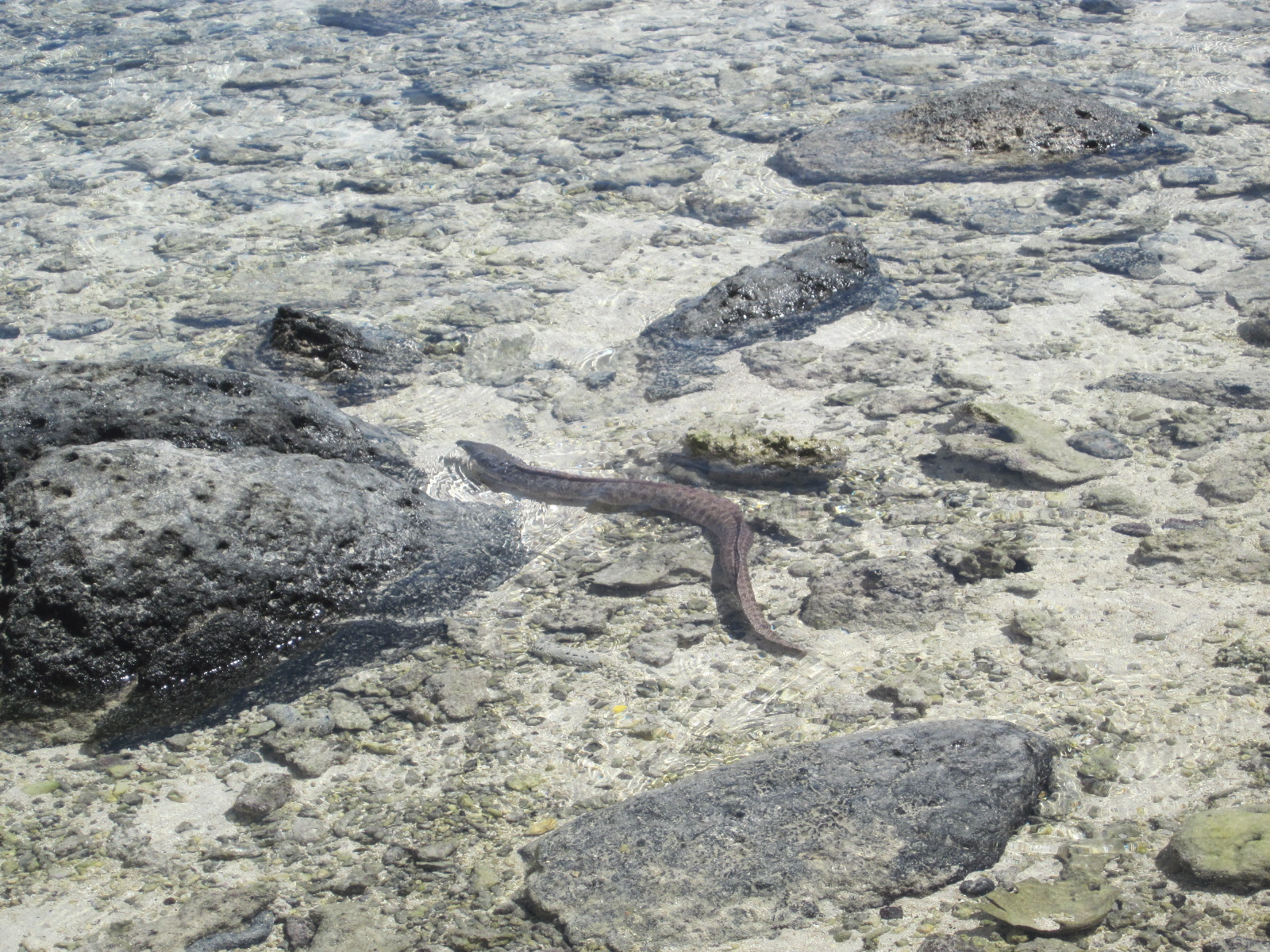
Anguilla marmorata dans le lagon de Wallis (Wallis-et-Futuna) près de l'îlot Nukufotu.

La grande anguille marbrée (Anguilla marmorata) est une espèce d'anguille tropicale de la zone Indo-Pacifique. Sa longueur peut atteindre 2 m.  